# Petecu, Harghita
Petecu, mai demult Petca  (în dialectul săsesc Petsch, în germană Patsch, în maghiară Petek) este un sat în comuna Ulieș din județul Harghita, Transilvania, România.
Satul Petecu  este atestat documentar din anul 1478. Satul are o vechime mai mare fiind înființat de către coloniști sași aduși în Ardeal de regii maghiari încă din anii 1300. Pământul fiind sărac, sașii s-au retras spre zone mai bune , astfel satul a fost populat de secui și români. Numele actual al satului a fost dat de către familia nemeșului Petki Janos  care având conacul domnesc la Darju, lângă Petecu , stăpânea și domenile satului. Pentru munca pământului a adus în sat familii de iobagi secui și români. Petki Janos se trăgea dintr-o familie nobiliară și a ocupat mai multe funcții importante în administrația Ardealului. În anul 1604 se află în administrația de conducere la Odorheiul Secuiesc. La adunarea de la Cristurul Secuiesc din anul 1605 convinge pe secui să fie de partea viitorului principe al Ardealului, Bocskai Stefan, care odată ajuns pe scaunul principial îi oferă lui Petki Janos funcția de general al oastei secuiești. Pe vremea principelui Rakoczi Sigismund este numit cancelar și pentru loialitatea lui primește o seamă de posesii printre care și domeniul satului Petecu. Conacul domnesc era la Darju sat vecin cu Petecu. Peteki Janos moare la vârsta de 40 de ani în 1612. După pacea de la Trianon frontiera româno-maghiară se întindea la marginea de nord a satului. După 1945 începe o nouă eră în viața satului prin colectivizarea forțată și distrugerea lentă a proprietății private. În sat se găsește o frumoasă biserică reformată și o biserică ortodoxă, azi în paragină. Românii din sat, de-a lungul vremii, au plecat sau  au trecut la religia reformată. Astăzi satul este îmbătrânit, tineretul s-a retras spre orașele din apropiere iar satul a rămas în paragină ca multe alte sate ardelene.

## Legături externe

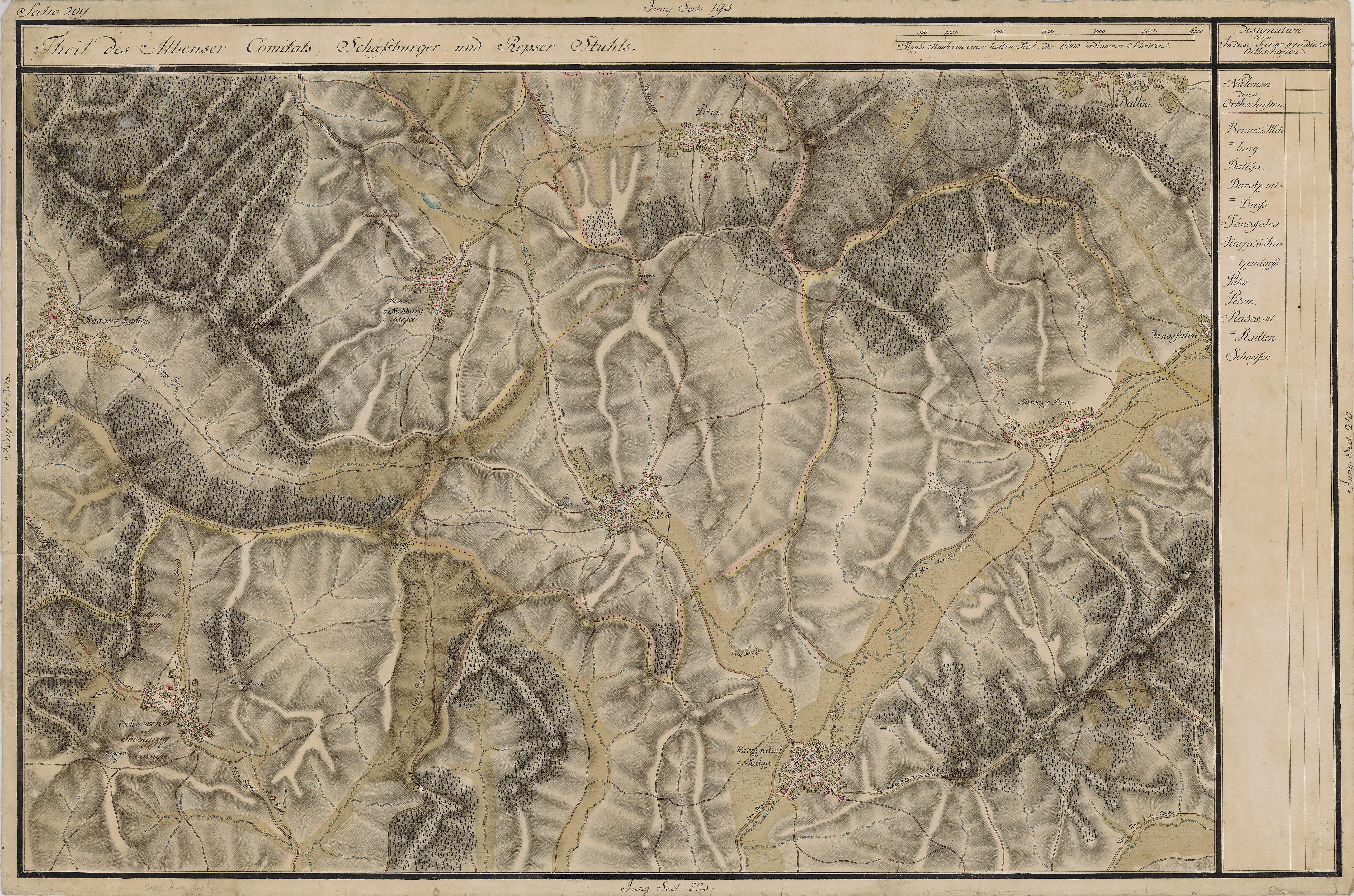
Petecu în Harta Iosefină a Transilvaniei, 1769-1773